# EHF-Pokal der Frauen 1994/95
Am EHF-Pokal 1994/95 nahmen Handball-Vereinsmannschaften teil, die sich in der vorangegangenen Saison in ihren Heimatländern über die Platzierung in der heimischen Liga für den Wettbewerb qualifiziert haben. Der EHF-Pokal ist der Nachfolger des IHF-Pokals und wurde diese Saison das zweite Mal ausgespielt.
Titelverteidiger aus der Vorsaison war die dänische Mannschaft Viborg HK.

## Modus
Das komplette Turnier wurde im K.o.-Runden mit Hin- und Rückspielen gespielt, bis zu den Endspielen.

## Runde 1

### Qualifizierte Teams
| - Austria Tabak - Halita Baku - HC Meeuwen - RK Zamet Rijeka - Milo Olomouc - Valencia Urbana - HC Tiflis - GAS Anagenisi Artas - Debreceni VSC - Fram Reykjavík - Citta di Sassari | - Värpa Riga - HB Echternach - Mak-Ex Gevgelija - Hellas Den Haag - Bækkelagets SK - GZKS Sośnicy Gliwice - Istotschnik Rostow - RK Mlinotest Ajdovščina - TV Uster - TMO Sports Club Kızılay Ankara - Awtomobilist Browary |

### Ausgeloste Spiele und Ergebnisse
| Mannschaft 1                   | Mannschaft 2            | Hinspiel          | Rückspiel         | Gesamt  |
| ------------------------------ | ----------------------- | ----------------- | ----------------- | ------- |
| Valencia Urbana                | TV Uster                | 08.10.1994        | 15.10.1994        | 65 : 28 |
| Valencia Urbana                | TV Uster                | 34 : 13           | 31 : 15           | 65 : 28 |
| Valencia Urbana                | TV Uster                | - Zuschauer       | - Zuschauer       | 65 : 28 |
| Bækkelagets SK                 | Hellas Den Haag         | 09.10.1994        | 15.10.1994        | 57 : 31 |
| Bækkelagets SK                 | Hellas Den Haag         | 27 : 11           | 30 : 20           | 57 : 31 |
| Bækkelagets SK                 | Hellas Den Haag         | - Zuschauer       | - Zuschauer       | 57 : 31 |
| Debreceni VSC                  | HB Echternach           | 14.10.1994        | 15.10.1994        | 90 : 6  |
| Debreceni VSC                  | HB Echternach           | 48 : 2            | 42 : 4            | 90 : 6  |
| Debreceni VSC                  | HB Echternach           | - Zuschauer       | - Zuschauer       | 90 : 6  |
| Halita Baku                    | Fram Reykjavík          | nicht ausgetragen | nicht ausgetragen | 0 : 20  |
| Halita Baku                    | Fram Reykjavík          | 0 : 10            | 0 : 10            | 0 : 20  |
| Halita Baku                    | Fram Reykjavík          | - Zuschauer       | - Zuschauer       | 0 : 20  |
| GZKS Sośnicy Gliwice           | HC Meeuwen              | 15.10.1994        | 08.10.1994        | 64 : 31 |
| GZKS Sośnicy Gliwice           | HC Meeuwen              | 33 : 14           | 31 : 17           | 64 : 31 |
| GZKS Sośnicy Gliwice           | HC Meeuwen              | - Zuschauer       | - Zuschauer       | 64 : 31 |
| Awtomobilist Browary           | HC Tiflis               | 08.10.1994        | 09.10.1994        | 77 : 28 |
| Awtomobilist Browary           | HC Tiflis               | 36 : 15           | 41 : 13           | 77 : 28 |
| Awtomobilist Browary           | HC Tiflis               | - Zuschauer       | - Zuschauer       | 77 : 28 |
| Mak-Ex Gevgelija               | Austria Tabak           | 09.10.1994        | 16.10.1994        | 49 : 31 |
| Mak-Ex Gevgelija               | Austria Tabak           | 30 : 13           | 19 : 18           | 49 : 31 |
| Mak-Ex Gevgelija               | Austria Tabak           | - Zuschauer       | - Zuschauer       | 49 : 31 |
| RK Zamet Rijeka                | RK Mlinotest Ajdovščina | 08.10.1994        | 15.10.1994        | 42 : 45 |
| RK Zamet Rijeka                | RK Mlinotest Ajdovščina | 28 : 23           | 14: 22            | 42 : 45 |
| RK Zamet Rijeka                | RK Mlinotest Ajdovščina | - Zuschauer       | - Zuschauer       | 42 : 45 |
| Värpa Riga                     | GAS Anagenisi Artas     | nicht ausgetragen | nicht ausgetragen | 0 : 20  |
| Värpa Riga                     | GAS Anagenisi Artas     | 0 : 10            | 0 : 10            | 0 : 20  |
| Värpa Riga                     | GAS Anagenisi Artas     | - Zuschauer       | - Zuschauer       | 0 : 20  |
| Milo Olomouc                   | Istotschnik Rostow      | 08.10.1994        | 15.10.1994        | 41 : 49 |
| Milo Olomouc                   | Istotschnik Rostow      | 20 : 24           | 21 : 25           | 41 : 49 |
| Milo Olomouc                   | Istotschnik Rostow      | - Zuschauer       | - Zuschauer       | 41 : 49 |
| TMO Sports Club Kızılay Ankara | Citta di Sassari        | 07.10.1994        | 15.10.1994        | 62 : 40 |
| TMO Sports Club Kızılay Ankara | Citta di Sassari        | 43 : 22           | 19 : 18           | 62 : 40 |
| TMO Sports Club Kızılay Ankara | Citta di Sassari        | - Zuschauer       | - Zuschauer       | 62 : 40 |

## Achtelfinale

### Qualifizierte Teams
| - GOG Gudme - Valencia Urbana - Bouillargues - Buxtehuder SV - GAS Anagenisi Artas - Debreceni VSC - Fram Reykjavík - Mak-Ex Gevgelija | - Bækkelagets SK - GZKS Sośnicy Gliwice - Silcotub Zalău - Istotschnik Rostow - RK Mlinotest Ajdovščina - Slovan Duslo Šaľa - TMO Sports Club Kızılay Ankara - Awtomobilist Browary |

### Ausgeloste Spiele und Ergebnisse
| Mannschaft 1                   | Mannschaft 2      | Hinspiel    | Rückspiel   | Gesamt  |
| ------------------------------ | ----------------- | ----------- | ----------- | ------- |
| Fram Reykjavík                 | Slovan Duslo Šaľa | 18.11.1994  | 19.11.1994  | 35 : 60 |
| Fram Reykjavík                 | Slovan Duslo Šaľa | 14 : 33     | 21 : 27     | 35 : 60 |
| Fram Reykjavík                 | Slovan Duslo Šaľa | - Zuschauer | - Zuschauer | 35 : 60 |
| RK Mlinotest Ajdovščina        | Valencia Urbana   | 12.11.1994  | 20.11.1994  | 43 : 59 |
| RK Mlinotest Ajdovščina        | Valencia Urbana   | 23 : 28     | 20 : 31     | 43 : 59 |
| RK Mlinotest Ajdovščina        | Valencia Urbana   | - Zuschauer | - Zuschauer | 43 : 59 |
| Mak-Ex Gevgelija               | Bouillargues      | 13.11.1994  | 18.11.1994  | 38 : 53 |
| Mak-Ex Gevgelija               | Bouillargues      | 22 : 25     | 16 : 28     | 38 : 53 |
| Mak-Ex Gevgelija               | Bouillargues      | - Zuschauer | - Zuschauer | 38 : 53 |
| GAS Anagenisi Artas            | GOG Gudme         | 12.11.1994  | 13.11.1994  | 33 : 61 |
| GAS Anagenisi Artas            | GOG Gudme         | 20 : 30     | 13 : 31     | 33 : 61 |
| GAS Anagenisi Artas            | GOG Gudme         | - Zuschauer | - Zuschauer | 33 : 61 |
| TMO Sports Club Kızılay Ankara | Debreceni VSC     | 19.11.1994  | 20.11.1994  | 33 : 44 |
| TMO Sports Club Kızılay Ankara | Debreceni VSC     | 18 : 22     | 15 : 22     | 33 : 44 |
| TMO Sports Club Kızılay Ankara | Debreceni VSC     | - Zuschauer | - Zuschauer | 33 : 44 |
| Awtomobilist Browary           | Silcotub Zalău    | 12.11.1994  | 20.11.1994  | 41 : 44 |
| Awtomobilist Browary           | Silcotub Zalău    | 23 : 20     | 18 : 24     | 41 : 44 |
| Awtomobilist Browary           | Silcotub Zalău    | - Zuschauer | - Zuschauer | 41 : 44 |
| Istotschnik Rostow             | Bækkelagets SK    | 13.11.1994  | 19.11.1994  | 33 : 34 |
| Istotschnik Rostow             | Bækkelagets SK    | 19 : 10     | 14 : 24     | 33 : 34 |
| Istotschnik Rostow             | Bækkelagets SK    | - Zuschauer | - Zuschauer | 33 : 34 |
| GZKS Sośnicy Gliwice           | Buxtehuder SV     | 18.11.1994  | 19.11.1994  | 45 : 65 |
| GZKS Sośnicy Gliwice           | Buxtehuder SV     | 23 : 32     | 22 : 33     | 45 : 65 |
| GZKS Sośnicy Gliwice           | Buxtehuder SV     | - Zuschauer | - Zuschauer | 45 : 65 |

## Viertelfinale

### Qualifizierte Teams
| - GOG Gudme - Valencia Urbana - Bouillargues - Buxtehuder SV | - Debreceni VSC - Bækkelagets SK - Silcotub Zalău - Slovan Duslo Šaľa |

### Ausgeloste Spiele und Ergebnisse
| Mannschaft 1      | Mannschaft 2   | Hinspiel    | Rückspiel   | Gesamt  |
| ----------------- | -------------- | ----------- | ----------- | ------- |
| Valencia Urbana   | Buxtehuder SV  | 21.01.1995  | 28.01.1995  | 45 : 54 |
| Valencia Urbana   | Buxtehuder SV  | 24 : 29     | 21 : 25     | 45 : 54 |
| Valencia Urbana   | Buxtehuder SV  | - Zuschauer | - Zuschauer | 45 : 54 |
| Slovan Duslo Šaľa | Bouillargues   | 21.01.1995  | 29.01.1995  | 57 : 33 |
| Slovan Duslo Šaľa | Bouillargues   | 31 : 14     | 26 : 19     | 57 : 33 |
| Slovan Duslo Šaľa | Bouillargues   | - Zuschauer | - Zuschauer | 57 : 33 |
| Bækkelagets SK    | GOG Gudme      | 22.01.1995  | 29.01.1995  | 47 : 36 |
| Bækkelagets SK    | GOG Gudme      | 27 : 17     | 20 : 19     | 47 : 36 |
| Bækkelagets SK    | GOG Gudme      | - Zuschauer | - Zuschauer | 47 : 36 |
| Debreceni VSC     | Silcotub Zalău | 21.01.1995  | 29.01.1995  | 38 : 33 |
| Debreceni VSC     | Silcotub Zalău | 24 : 14     | 14 : 19     | 38 : 33 |
| Debreceni VSC     | Silcotub Zalău | - Zuschauer | - Zuschauer | 38 : 33 |

## Halbfinale

### Qualifizierte Teams
| - Buxtehuder SV - Debreceni VSC | - Bækkelagets SK - Slovan Duslo Šaľa |

### Ausgeloste Spiele und Ergebnisse
| Mannschaft 1      | Mannschaft 2   | Hinspiel    | Rückspiel   | Gesamt  |
| ----------------- | -------------- | ----------- | ----------- | ------- |
| Slovan Duslo Šaľa | Bækkelagets SK | 18.03.1995  | 25.03.1995  | 41 : 43 |
| Slovan Duslo Šaľa | Bækkelagets SK | 23 : 21     | 18 : 22     | 41 : 43 |
| Slovan Duslo Šaľa | Bækkelagets SK | - Zuschauer | - Zuschauer | 41 : 43 |
| Debreceni VSC     | Buxtehuder SV  | 19.03.1995  | 25.03.1995  | 44 : 44 |
| Debreceni VSC     | Buxtehuder SV  | 21 : 21     | 23 : 23     | 44 : 44 |
| Debreceni VSC     | Buxtehuder SV  | - Zuschauer | - Zuschauer | 44 : 44 |

## Finale
Es nahmen die zwei Sieger aus dem Halbfinale teil. Das Hinspiel fand am 30. April 1995 statt. Das Rückspiel fand am 7. Mai 1995 statt.

### Ausgeloste Spiele und Ergebnisse
| Mannschaft 1  | Mannschaft 2   | Hinspiel    | Rückspiel   | Gesamt  |
| ------------- | -------------- | ----------- | ----------- | ------- |
| Debreceni VSC | Bækkelagets SK | 30.04.1995  | 07.05.1995  | 44 : 44 |
| Debreceni VSC | Bækkelagets SK | 22 : 14     | 22 : 30     | 44 : 44 |
| Debreceni VSC | Bækkelagets SK | - Zuschauer | - Zuschauer | 44 : 44 |